# Мербуш
Мербуш (њем. Meerbusch) је град у њемачкој савезној држави Северна Рајна-Вестфалија. Једно је од 8 општинских средишта округа Рајн Нојс. Према процјени из 2010. у граду је живјело 54.219 становника. Посједује регионалну шифру (AGS) 5162022, NUTS (DEA1D) и LOCODE (DE MRH) код.

## Географски и демографски подаци
Мербуш се налази у савезној држави Северна Рајна-Вестфалија у округу Рајн Нојс. Град се налази на надморској висини од 29–41 метра. Површина општине износи 64,4 km². У самом граду је, према процјени из 2010. године, живјело 54.219 становника. Просјечна густина становништва износи 842 становника/km².

## Међународна сарадња
| Мјесто      | Држава    | Врста сарадње | Од    |
| ----------- | --------- | ------------- | ----- |
| Петах Тиква | Израел    | контакт       | 1980. |
|             | Финска    | контакт       | 1990. |
| Фуенан      | Француска | партнерство   | 1967. |
| Извор       |           |               |       |